# Liste der Kulturdenkmäler in Gladbach (Eifel)
In der Liste der Kulturdenkmäler in Gladbach sind alle Kulturdenkmäler der rheinland-pfälzischen Ortsgemeinde Gladbach aufgeführt. Grundlage ist die Denkmalliste des Landes Rheinland-Pfalz (Stand: 10. August 2023).

## Einzeldenkmäler
| Bezeichnung                           | Lage                        | Baujahr                                         | Beschreibung | Bild |
| ------------------------------------- | --------------------------- | ----------------------------------------------- | --- | ---- |
| Katholische Filialkirche St. Valentin | Kirchweg Lage               | 1788                                            | zweiachsiger Saalbau, bezeichnet 1788                                                                                 | BW   |
| Hofanlage                             | Mühlenweg 17 Lage           | 19. Jahrhundert                                 | Streckhof, 19. Jahrhundert; Massivbau, Stallscheune, Nebengebäude, Backhaus                                           | BW   |
| Quereinhaus                           | Peter-Mergen-Straße 24 Lage | zweite Hälfte des 18. Jahrhunderts oder um 1800 | ehemaliges Quereinhaus, zweite Hälfte des 18. Jahrhunderts oder um 1800, Wirtschaftsteil wohl aus dem 19. Jahrhundert | BW   |
| Wohnhaus                              | Peter-Mergen-Straße 33 Lage | 1797                                            | bezeichnet 1797 | BW   |